# Linnéa Handberg Lund
Linnéa Handberg, conhecida apenas como Miss Papaya ou simplesmente Papaya (Copenhague, 22 de outubro de 1980), é uma cantora e compositora dinamarquêsa. Ela é mais conhecida por ter se especializado no gênero musical bubblegum dance na mesma linha que Aqua, Toy Box, Hit'n'Hide, Crispy, Smile.dk, Daze e Bambee. Ela hoje em dia, é compositora e escreve canções de Rock e Pop alternativo. Ela alcançou o status de ouro e platina como compositora na Europa e na Ásia nos anos 2000, depois de seus 2 álbuns lançados como artista independente. Suas canções de maior sucesso são "Operator", "Hero" e "Pink Dinosaur" que aparecem também nos jogos populares Dance Dance Revolution.

## Biografia
Ela começou sua carreira musical no início dos anos 90, assinando com as gravadoras Maverick, Warner e Scandinavian Records. Depois do Grupo  Aqua a influenciar a ela e a outros artistas como as músicas de bubblegum, então Papaya decidiu tentar por si mesma (depois de se juntar aos produtores Honeycutt), usando o mesmo estilo feliz e alegre do Aqua. O "Miss Papaya Project" resultante foi, ao princípio, como um motivo de piada, destinada a ser bastante tola e infantil demais, já que Papaya depois admite que "ninguém esperava que a Miss Papaya obtivesse o sucesso que ela fez" , Jingle Bells" em 1997  Foi um pequeno sucesso, mas nada extremamente encorajador. Os produtores decidiram lançar outro single, "Hero", originalmente escrito por Handberg e Honeycutt. Para surpresa de todos, "Hero" foi um grande sucesso, e Papaya foi escalada como uma artista de Bubblegum no mesmo estilo do Aqua.
Dois single foram lançados após seu primeiro álbum "Pink", "Supergirl" em 1998 e "Operator" em 1999 e foram recebidas com a mesma quantidade de sucesso. No entanto, naquele momento, a Sra. Handberg estava começando a se cansar do cenário de Bubblegum, passando para mais projetos "maduro". Em 1999, ela deixou seu contrato com Scandinavian Records e Maverick e depois abandonou o "Miss Papaya Project". Em 2000, ela começou uma carreira solo e ainda naquele ano lançou álbum que foi um sucesso e sendo bem recebidos por fãs e críticos. Papaya ainda trabalha como compositora e cantora de apoio para artistas atuais (incluindo Ch!Pz, da Holanda) e ainda escreve algumas músicas de bubblegum dance, embora ela não espalhe isso por aí.
Papaya era um artista por trás da Bambee, escrevendo muitas das canções de Bambee junto com Honeycutt. Como o terceiro álbum de Bambee estava sendo planejado, no entanto, Papaya estava se cansando do gênero bubblegum, e o Bambee Project foi abandonado junto com o Miss Papaya Project. Papaya lançou algumas músicas sob o pseudônimo de Lynn, incluindo "Are You Online?" e "No Princess", para Bambee e In The Groove 2 , respectivamente.

## Discografia

### Álbuns de estúdio
- 1998: Pink (como Papaya)
- 2000: This is who i am (como Linnéa)

### Álbuns de remix e compilações
- 2001: Japanese Edition

### Singles
- "Jingle Bells" (1997)
- "Supergirl" (1998)
- "Operator" (1999)
- "Hero" (2001) (nova realização)

### Dancemania
- Main series: 8 (1998), X1 (1999), X2 (1999), X3 (1999)
- Delux : 3 (1999), 4 (2000)
- Speed : 4 (2000), Best 2001 (2000)
- Bass : #6 (2000), #10 Super Best 1998-2001(2001)
- Zip Mania : II (1999), Best (2001)
- Outros: Extra (1998), Diamond Complete Edition (2000) Best Red (2002), Treasure(2006), Hime Trance 2 (2006), Trance Paradise The Best (2008), Summer Story 2008 (2008)